# RadiciGroup
Die RadiciGroup ist ein italienischer Hersteller von Polyamiden, Kunstfasern und Kunststoffen.
Das Unternehmen deckt die gesamte Wertschöpfung der Polyamidproduktion von der Synthese von Adipinsäure, Polyamid 6 und Polyamid 6.6 bis hin zur Garnproduktion ab. Außerdem werden Polybutylenterephthalat und Polyoxymethylen produziert.
Die Grundstoffproduktion der Adipinsäure findet im Chemie- und Industriepark Zeitz bei Tröglitz statt.
Radici wurde 1941 von Pietro Radici als Textilhersteller begründet. Das Unternehmen wuchs unter Gianni Radici, der die RadiciGroup stark diversifizierte. 1980 stieg das Unternehmen durch Übernahme eines ehemaligen Montedison-Werks in Novara in die Kunstfaserproduktion ein.